# Karl Felix (Sardinien-Piemont)

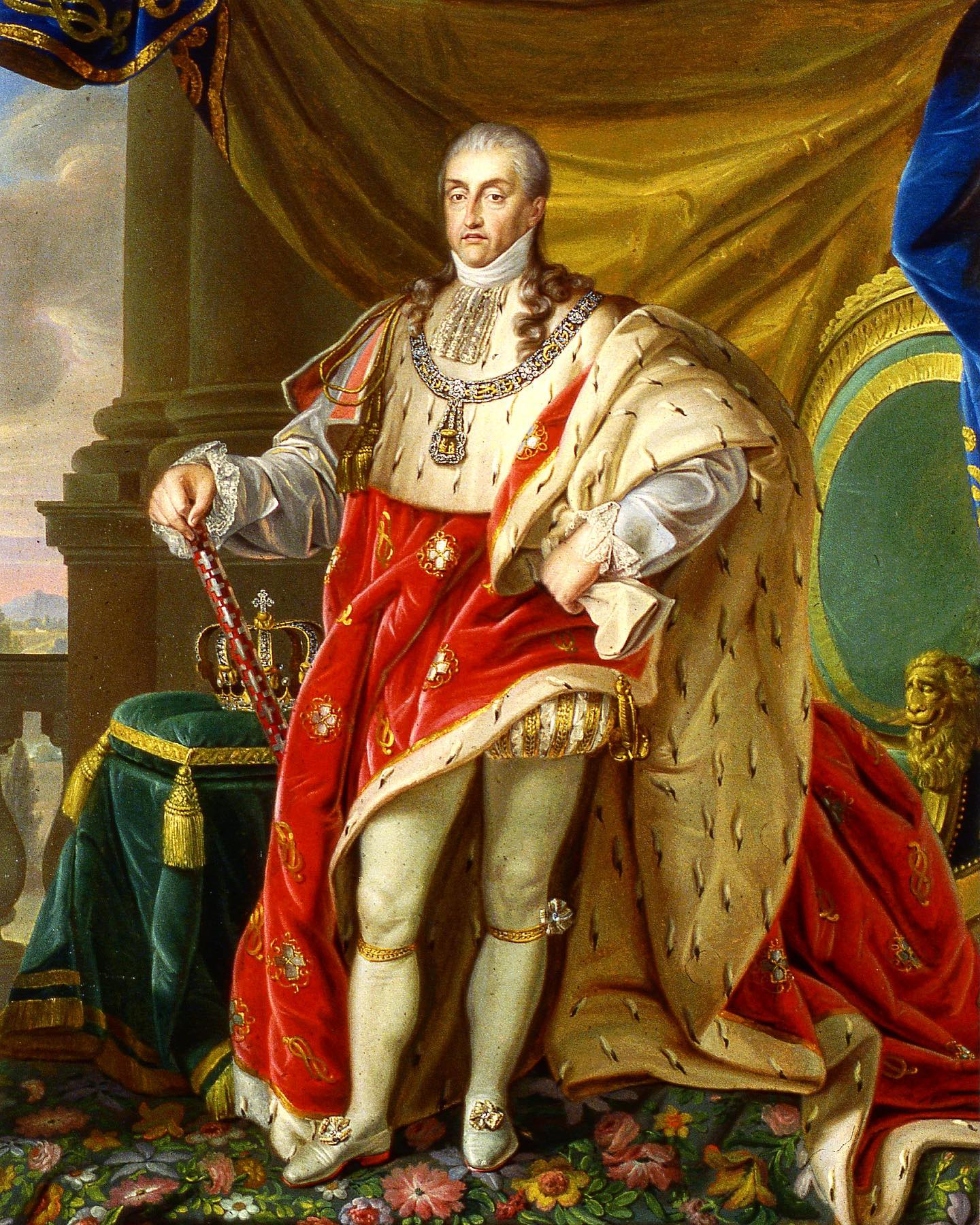
König Karl Felix im Krönungsornat

Karl Felix Josef Maria, italienisch Carlo Felice Giuseppe Maria (* 6. April 1765 in Turin; † 27. April 1831 ebenda), war von 1821 bis 1831 König von Sardinien und Herzog von Savoyen.

## Leben

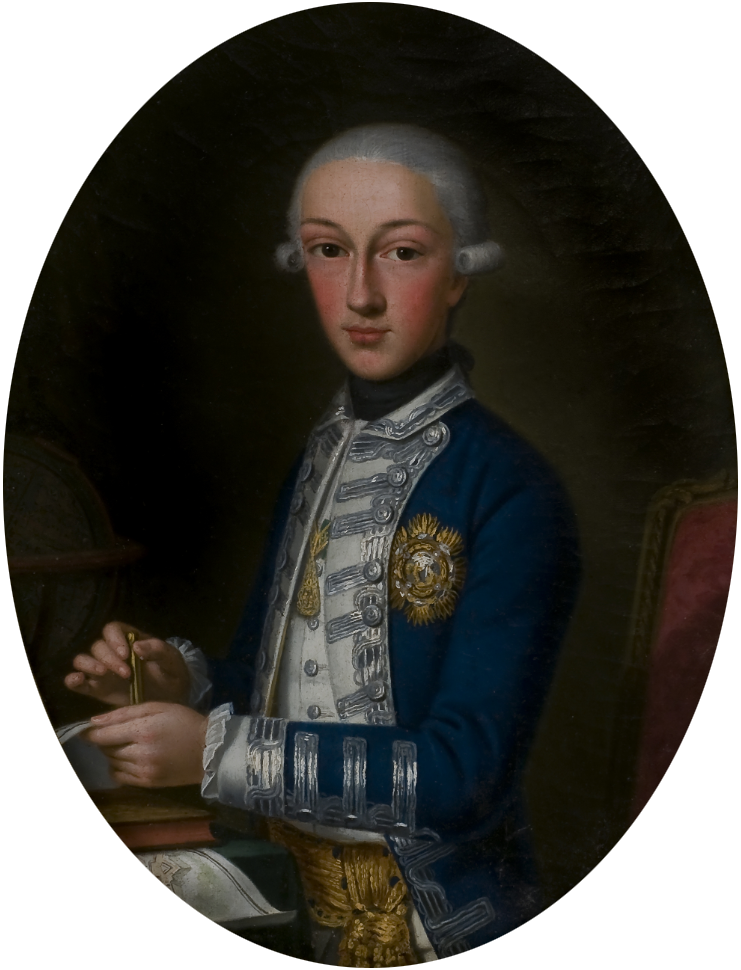
Jugendporträt Karl Felixʼ

Karl Felix, der fünfte Sohn von König Viktor Amadeus III. von Sardinien und dessen Gemahlin Maria Antonia von Spanien, war von 1799 bis 1806 und von 1817 bis 1821 Vizekönig von Sardinien. In dieser Zeit ging er mit Erfolg gegen Räuberbanden vor, wurde aber auch mit einer Hungersnot konfrontiert. Am 21. März 1821 dankte sein älterer Bruder Viktor Emanuel I. infolge einer Erhebung des Geheimbundes der Carbonari als König von Sardinien ab. Weil Karl Felix sich zu diesem Zeitpunkt in Modena aufhielt, ernannte Viktor Emanuel I. vorübergehend seinen Neffen Karl Albert zum Regenten. Dieser war zu Konzessionen gegenüber den Aufständischen bereit und setzte eine liberale Verfassung in Kraft.
Der reaktionäre Karl Felix schaffte diese nach seiner wenige Tage später erfolgten Ankunft am Hof jedoch wieder ab und herrschte streng absolutistisch. Eine kleine Gruppe Bewaffneter, die für die Aufrechterhaltung der neuen Verfassung kämpfe, wurde am 8. April 1821 bei Novara von einem österreichischen Heer, das mit Karl Felix auf Sardinien eingezogen war, geschlagen; die Beteiligten wurden vor Gericht gestellt und verurteilt.

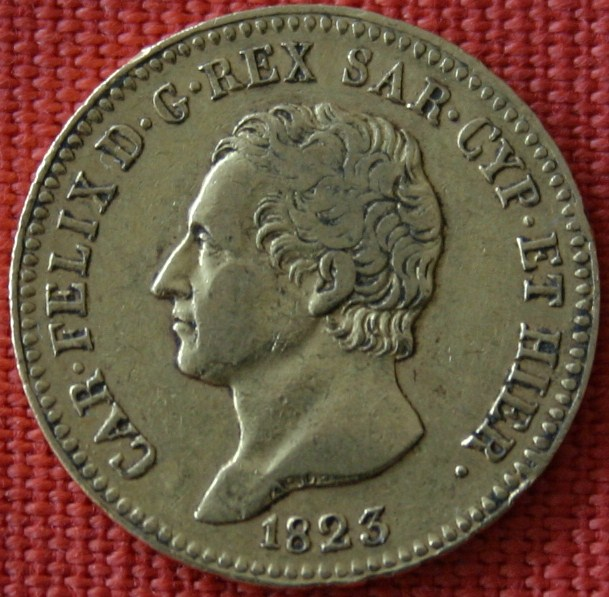
20-Lire-Münze von 1823 unter Karl Felix

Karl Felix blieb ein konservativer Herrscher. So erließ er 1825 ein königliches Edikt, dass das Erlernen von Lesen und Schreiben nur denen, welche ein Vermögen von 1500 Lire besaßen, ermöglichte und erteilte die Erlaubnis für ein Studium nur denen, die ein Einkommen von mehr als 1500 Lire ausweisen konnten.

Grabstätte in Hautecombe

Mit großem Aufwand ließ er die in den Revolutionswirren stark beschädigte Abtei Hautecombe, die traditionelle Grablege der Dynastie in Savoyen, restaurieren.

## Ehe
Karl Felix heiratete am 6. April 1807 in Turin Prinzessin Maria Christina von Neapel-Sizilien, eine Tochter von Maria Karolina von Österreich und König Ferdinand I. von Neapel-Sizilien. Die Ehe blieb kinderlos. Mit ihm starb die Hauptlinie des Hauses Savoyen aus; sein Nachfolger, Karl Albert stammte aus der Nebenlinie Savoyen-Carignano.

## Nachwirkung
1824 erwarb Karl-Felix vom Konsul Bernardino Drovetti eine große Sammlung altägyptischer Artefakte, welche den Grundstock des Museo Egizio in Turin bilden. Das Opernhaus Teatro Carlo Felice in Genua ist nach dem König und Herzog benannt.
Die Superstrada SS 131 (Porto Torres, über Sassari, Macomer und Oristano) und die SS 131dir (Olbia, San Teodoro, Siniscola und Nuoro zur SS 131), welche den Norden mit dem Süden Sardiniens (Cagliari) verbindet, wird umgangssprachlich auf Sardinien auch „Carlo Felice“ genannt, weil der Bau der Hauptstrecke Cagliari bis Sassari auf Anweisung von Karl Felix geschah.

## Auszeichnungen

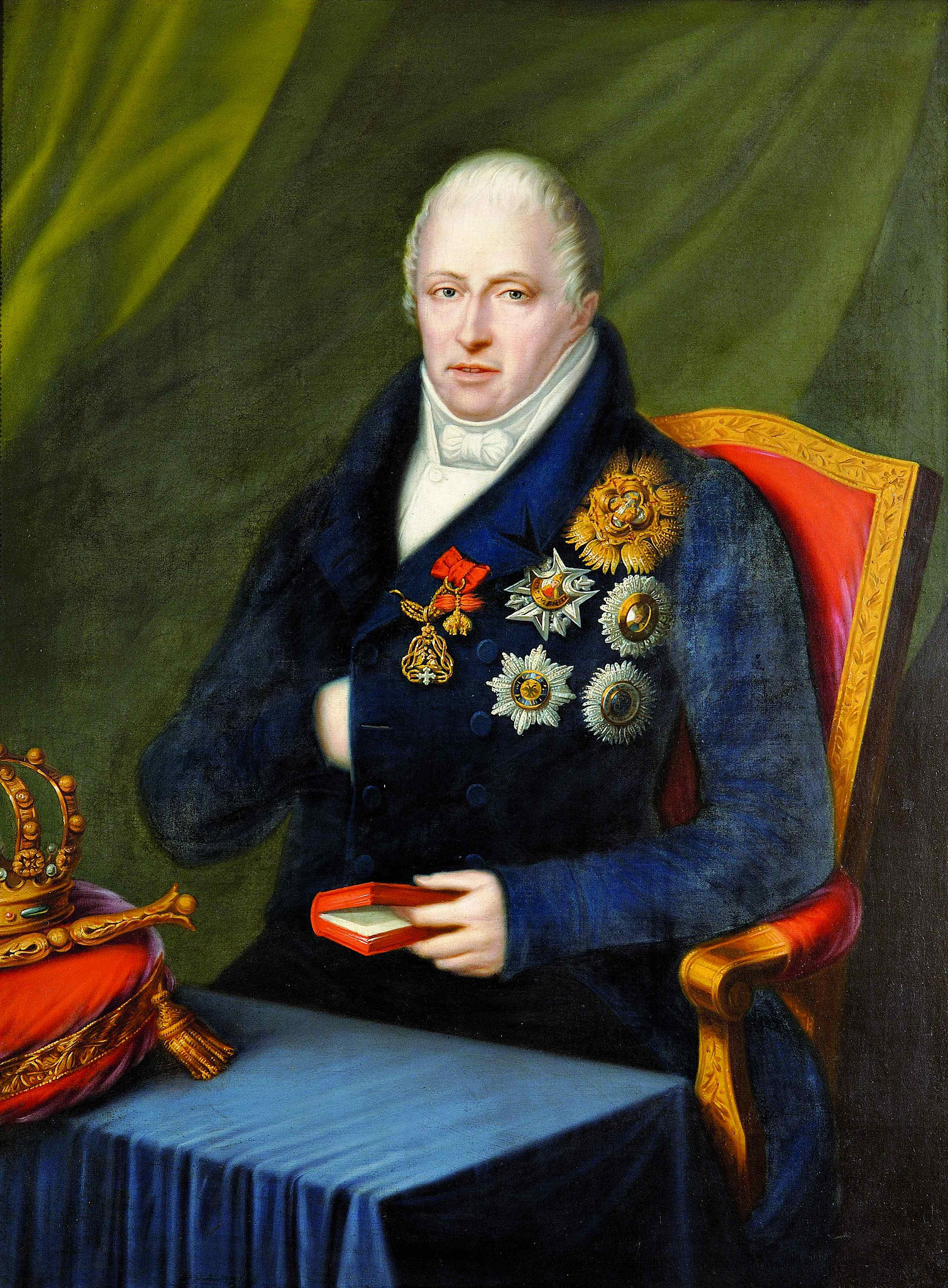
Karl Felix mit dem Ordenszeichen des Annunziaten-Ordens mit einer Miniatur des Mauritius- und Lazarus-Ordens, dem Golden Vlies und den Bruststernen seiner Orden (v. o. n. u: Annunziatenorden, Januariusorden und Ferdinandsorden, Andreasorden und Militärorden von Savoyen)

In seiner Jugend wurde er in die beiden Hausorden von Savoyen, den Annunziaten-Orden und den Orden der Heiligen Mauritius und Lazarus, aufgenommen, bei seiner Eheschließung 1807 in den Januariusorden und den Orden des heiligen Ferdinand und des Verdienstes des Königreichs Sizilien. 1815 erhielt er das Großkreuz des Militärordens von Savoyen und 1822 nach seiner Thronbesteigung das österreichische Goldene Vlies und den russischen Orden des Heiligen Andreas des Erstberufenen.